# Yūko Gotō
Pour les articles homonymes, voir Goto.
Yūko Gotō (後藤 邑子, Gotō Yūko), née le 28 août dans la préfecture d’Aichi au Japon, est une seiyū (doubleuse japonaise). Elle a doublé plusieurs animes très connus.

## Prestations notables

### Anime
- Sayuri dans Daa! Daa! Daa!
- Rein dans Fushigiboshi no Futagohime
- Rein dans Fushigiboshi no Futagohime Gyu!
- Maou (Reine Démon) dans Hayate no Gotoku!
- Hiro dans Hidamari Sketch
- Yuka Morisaki dans I"s Pure
- Kaneto Sakurai dans Iketeru Futari
- Kaoruko Yamada dans Kujibiki Unbalance
- Susanna Hopkins dans Genshiken
- Nanami Konoe dans Lamune
- Gottouza-sama (son propre rôle) dans Lucky☆Star (Épisode 23)
- Kameri dans Mirumo
- Miu Nekoya dans Lovely Idol
- Mikuru Asahina dans Suzumiya Haruhi no yūutsu
- Hiyori Hayasaka dans Mizuiro
- Futaba (ep 56) dans Naruto
- Nyansuke dans Nekojiru Gekijou
- Bell Zephyr dans Night Wizard The ANIMATION
- Ichiko Takashima dans Otome wa boku ni koishiteru
- Abiru Kobuji dans Sayonara Zetsubō sensei
- Kaede Fuyou dans Shuffle!
- Yuki Kashiwazaki dans Narue no sekai
- Miyu Kuonji dans Kimi ga Aruji de Shitsuji ga Ore de (They are my Noble Masters)
- Hikari Hanazono dans Special A
- Menace dans Queen's Blade
- Georgie Saikawa dans Miss Kobayashi's Dragon Maid (Kobayashi-san chi no maid dragon)

### Jeux vidéo
- Farnese dans Berserk Millennium Falcon Arc ~Chapter of the Record of the Holy Demon War
- Nanami Konoe dans Lamune ~ Galasubin ni Utsuru Umi~
- Ayano Minegishi dans Shin Lucky Star Moe Drill Tabidachi
- Neige dans Mega Man Zero 4
- Hiyori Hayasaka dans Mizuiro
- Cierra dans Riviera: The Promised Land
- Kaede Fuyou dans Shuffle!
- Alice Kousaka dans Suigetsu Mayoi Gokoro

### OST
- Fushigiboshi no Futagohime (ED1)
- Suzumiya Haruhi no yūutsu (OP1/ED)
- Special A (OP1/ED2)